# 桑塔河

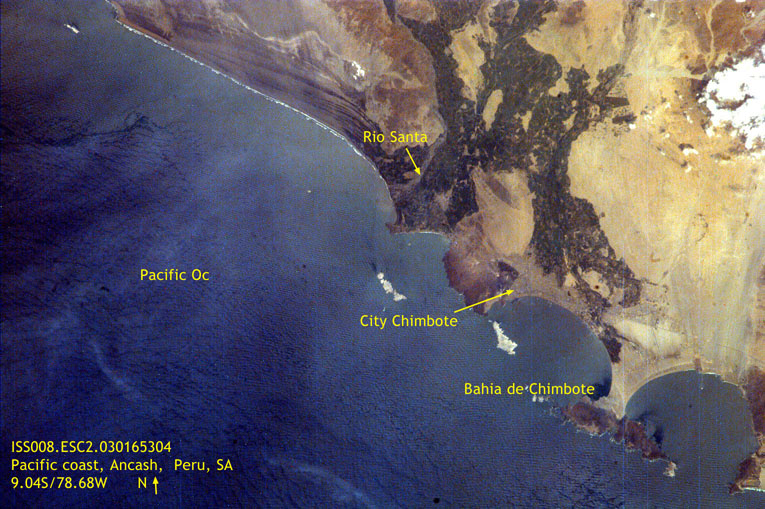
桑塔河位置衛星圖

桑塔河（西班牙語：Río Santa）是秘魯的河流，位於該國西北部安第斯山脈，由安卡什大區負責管轄，河道全長347公里，流域面積14,200平方公里，發源自科諾科查潟湖。